# أنواع مباريات المصارعة لفرق التبادل

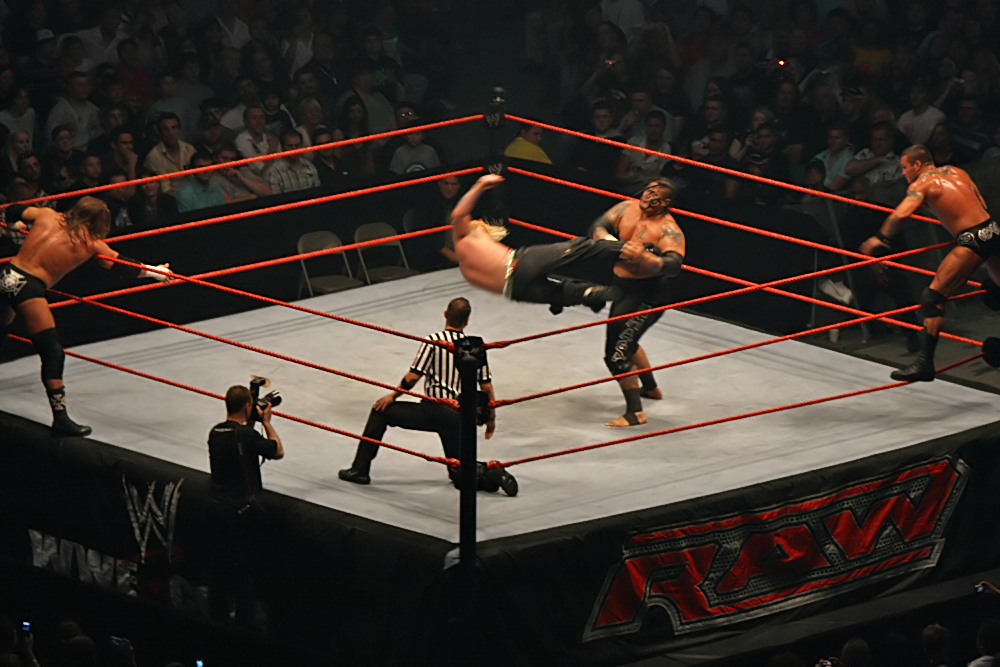
جيف هاردي يقوم بركلة منخفضة على أوماجا.

يوجد في المصارعة المحترفة أنواع كثيرة من المباريات الفرق تم اختراعها أو اكتشافها على مر التاريخ سواءً بواسطة مصارعين أو مدراء أو حتى الحكام.

## مباريات الفرق المختلطة

### مباراة فرق التبادل المختلطة
هي مباراة تتكون من فريق يضم الجنسين، على أن يكون جميع المصارعين في الحلبة من نفس الجنس.

## أنواع مبارايات الاستبعاد

### مباراة فرق التبادل بنظام الاستبعاد
تتكون من فريقين أو أكثر، على شرط أن يكون من كل فريق مصارع واحد فقط في الحلبة. ومن يخسر يتم استبعاده وتستمر المباراة حتى يفوز فيها أحد الفرق. تقيم دبليو دبليو إي بشكل دوري هذا النوع من المبارايات بمهرجانات سرفايفر سيريس.